# کلاته ساقی
کلاته ساقی /کلاته اقبال، روستایی از توابع بخش زبرخان شهرستان نیشابور در استان خراسان رضوی ایران است.

## جمعیت
این روستا در دهستان اردوغش قرار دارد و بر اساس سرشماری مرکز آمار ایران در سال ۱۳۸۵، جمعیت آن ۲۲۷ نفر (۷۰خانوار) بوده‌است.